# Sörforsbron

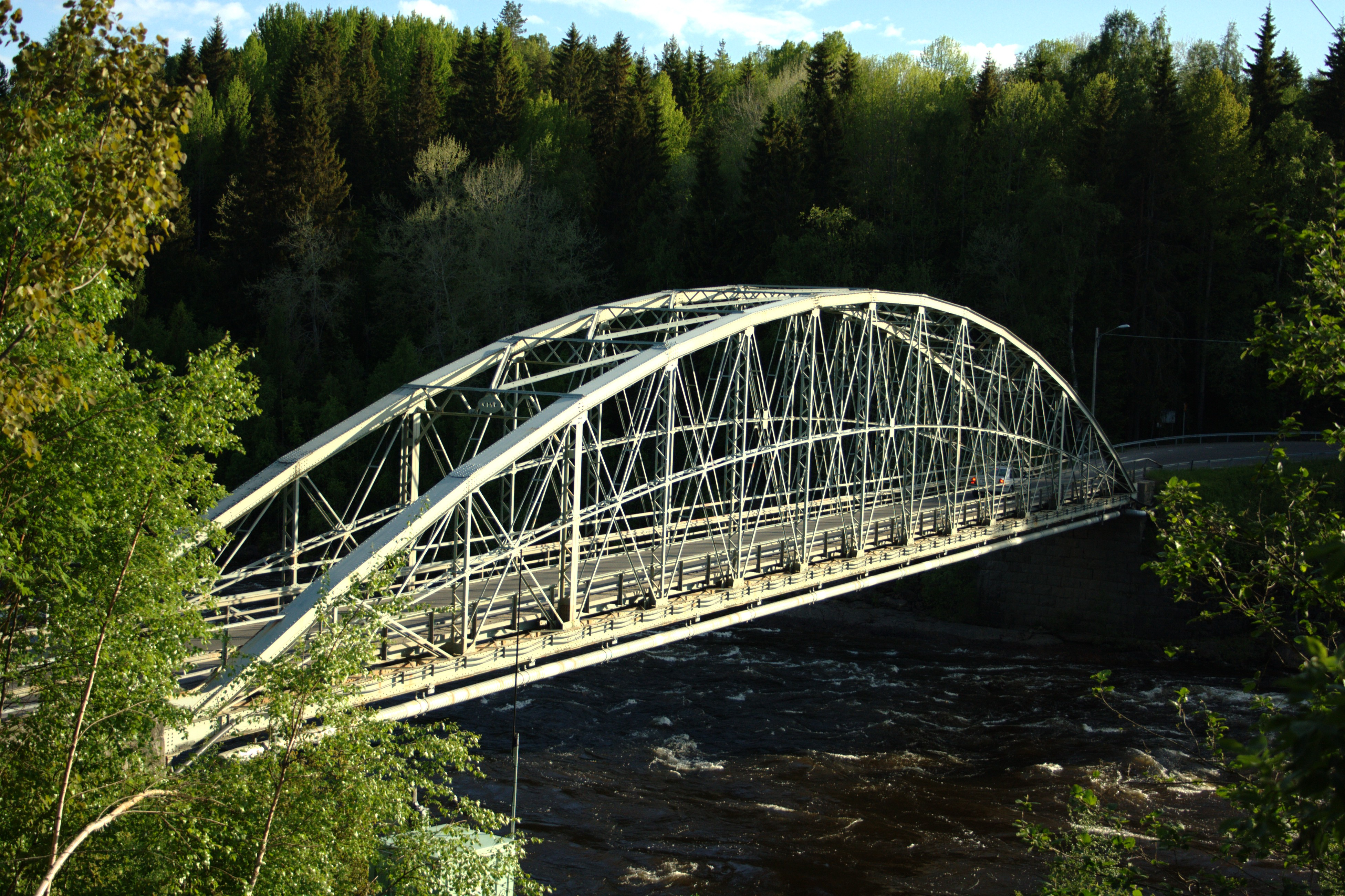
Sörforsbron i juni 2012

Sörforsbron är en bro i Ume älvdal, mellan Sörfors på älvens södra sida och Brännland på norra sidan.
Den nuvarande bron byggdes 1910–1912. Sten till brofundamenten hämtades från det närbelägna Klabböleberget och brospannet – som är nitat och inte svetsat – levererades av Götaverken.

## Tidigare broar
Den första bron på platsen byggdes åren 1800–1802 av trä, och var den första bron över Umeälven. Under 1808-09 års krig, den 24 maj 1809, brändes den upp på order av generalmajor von Döbeln för att förhindra de ryska truppernas frammarsch. Dock utan större resultat, då ryssarna istället tog sig över älven på flottar vid Umeå.
Någon ny bro byggdes sedan inte förrän 1875–1877, även den i trä, något uppströms nuvarande bro – varifrån man kan se en bropelare som fortfarande står kvar mitt i älven. Dröjsmålet lär ha berott på såväl på brist på pengar och missväxtår som på att det 1863 uppförts en bro över älven i Umeå, den så kallade Gamla bron. För att få tillbaka något av de pengar bron kostat utplacerades en brovakt som tog ut en avgift för passage över bron.